# Roger Rossat-Mignod
Roger Rossat-Mignod (Flumet, 23 settembre 1946) è un ex sciatore alpino francese.

## Biografia
Sciatore polivalente originario di Flumet e fratello di Bernard, a sua volta sciatore alpino, Roger Rossat-Mignod debuttò in campo internazionale in occasione della 3ª Coppa Vitranc, il 29 febbraio 1964 a Kranjska Gora in slalom gigante senza completare la gara, e nella medesima specialità fu 2º al Critérium de la première neige 1966, il 14 dicembre a Val-d'Isère; in Coppa del Mondo esordì il 6 gennaio 1967 a Berchtesgaden in slalom gigante (5º) e conquistò l'unica vittoria, nonché primo podio, il 10 gennaio 1972 sullo stesso tracciato Loipl, ancora in slalom gigante.
Ai successivi XI Giochi olimpici invernali di Sapporo 1972, sua unica presenza olimpica, si piazzò 15º posto nella discesa libera e non  completò lo slalom gigante; in Coppa del Mondo il 19 marzo seguente sulle nevi di Pra Loup salì per l'ultima volta sul podio (3º in slalom gigante alle spalle dello svizzero Edmund Bruggmann e dell'italiano Gustav Thöni) e in quella stagione 1971-1972 fu 3º nella classifica della Coppa del Mondo di slalom gigante.
Ottenne l'ultimo piazzamento a punti in Coppa del Mondo il 15 marzo 1973 a Naeba in slalom speciale (9º) ma la sua carriera agonistica si interruppe in quello stesso 1973, quando partecipò alla contestazione contro i responsabili tecnici della nazionale francese assieme ad altri atleti di primo piano della squadra maschile e la Federazione sciistica della Francia reagì mettendoli fuori squadra: in Coppa del Mondo Rossat-Mignod riuscì ancora a partecipare allo slalom gigante di Val-d'Isère dell'8 dicembre (28º) e a prendere un'ultima volta il via il 26 gennaio 1974 a Kitzbühel in discesa libera, senza completare la prova.

## Palmarès

### Coppa del Mondo
- Miglior piazzamento in classifica generale: 11º nel 1972
- 2 podi (entrambi in slalom gigante):
  - 1 vittoria
  - 1 terzo posto

#### Coppa del Mondo - vittorie
| Data            | Località      | Paese          | Specialità |
| --------------- | ------------- | -------------- | ---------- |
| 10 gennaio 1972 | Berchtesgaden | Germania Ovest | GS         |

Legenda:

GS = slalom gigante